# Yener Yılmaz
Yener Yılmaz (Ankara, Turquía, 3 de julio de 1981) es un árbitro de baloncesto turco.

## Trayectoria
Yılmaz empezó su carrera como árbitro a la edad de 18 años (1999). Fue designado en el primer partido de la final de la Copa Europea de la FIBA 2017-18.

## Temporadas
| Categoría            | País    | Año               |
| -------------------- | ------- | ----------------- |
| Categorías bases     | Turquía | 1999 - 2003       |
| Basketbol Süper Ligi | Turquía | 2003 - Actualidad |
| FIBA                 | Mundo   | Actualidad        |